# Ragtime
Ragtime - cũng được đánh vần là rag-time hoặc rag time  - là một phong cách âm nhạc được yêu thích phổ biến từ năm 1895 đến 1919. Đặc điểm chính của loại nhạc này là nhịp điệu đảo phách hay "rách rưới" của nó.

## Lịch sử

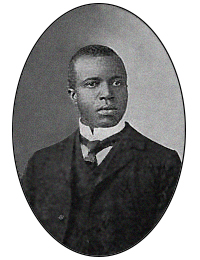
Scott Joplin đã đạt được danh tiếng cho các tác phẩm ragtime của mình và được mệnh danh là "Vua của Ragtime".